# Howling IV: The Original Nightmare
Aullidos IV: Aldea maldita (Howling IV: The Original Nightmare) es la cuarta entrega de la saga terrorífica iniciada por la película de Joe Dante Aullidos. Fue estrenada directamente en el mercado videográfico en 1988.

## Argumento
Marie (Romy Windsor) es una escritora que comienza a experimentar visiones sobre una monja. Durante una reunión con su agente, Tom Billings (Antony Hamilton), sufre otra visión sobre una criatura con aspecto de lobo, y comienza a gritar histéricamente. El marido de Marie, Richard (Michael T. Weiss), discute con un médico sobre lo que puede estar afectando a su esposa. Están de acuerdo en que la hiperactiva imaginación de Marie está comenzando a llevarla a un terreno peligroso. 
El doctor aconseja a Richard que aleje a Marie de las presiones de la vida cotidiana durante unas cuantas semanas. Richard localiza una casa de campo en la pequeña población de Drago, a algunas horas de Los Ángeles. Tom conduce a Marie hasta allí, y se encuentra con cierta hostilidad por parte de Richard. Marie comprueba la casa, y le parece perfecta, pero durante la noche Marie ve perturbado su sueño por aullidos que surgen del bosque. Al día siguiente, Marie y Richard visitan Drago, donde encuentran a la misteriosa Eleanor (Lamya Derval), una artista local que posee una tienda de antigüedades, y al matrimonio Ormstead, quienes dirigen la tienda del pueblo. 
Esa noche, Marie Tiene pesadillas con lobos, con ella misma corriendo a través del bosque, y con la misma monja a la que había visto en sus visiones anteriores. Richard conduce hasta Los Ángeles para una reunión, y Marie conversa con la señora Ormstead, quien le habla de los anteriores moradores del pueblo, quienes lo abandonaron misteriosamente sin decir una palabra a nadie. Marie camina a través del bosque, cuando, repentinamente, ve a la monja de sus visiones. Corre tras ella, pero se encuentra en su lugar a Eleanor en un promontorio. Eleanor le indica un atajo hasta la casa, que Marie toma. En el camino, Marie descubre que alguien la persigue, y vuelve a correr entre los árboles hasta llegar a la casa. Richard trata de calmar la histeria de su mujer mirando en los alrededores, pero no ve nada. 
A la mañana siguiente, Marie ve un vehículo aparcado en el exterior de la casa, y aparece entonces su nueva visitante. Se trata de Janice Hatch (Susanne Severeid), quien se encuentra pasando sus vacaciones en la zona, y se declara admiradora de la obra de Marie. Marie la invita a pasar y, mientras hablan, menciona al lobo que escuchó por la noche. Después de alguna vacilación, Janice le revela que ella fue monja, y tuvo como compañera a la Hermana Ruth (Megan Kruskal), fallecida hará un año. Tras ser encontrada en Drago hablando incoherentemente del demonio, de una campana, y del sonido de un aullido, su amiga Ruth enfermó, y murió sin que fuera posible explicar que le sucedía, y Janice determinó descubrir la verdad. Marie se ve perturbada por la mención de una monja, y Janice le muestra una fotografía de la Hermana Ruth, descubriendo entonces que es la misma monja de sus visiones. Es así como comienza a intentar descubrir qué ha pasado. 
Días más tarde, Marie escucha unos pasos detrás de ella, mientras realiza una pintura de la casa en donde se encuentran, allí mismo conoce a una pareja John (Gregg Later) y Paula (Maxine John), y comienzan a suceder cosas extrañas con la desaparición de ambos jóvenes. Marie continúa escuchando aullidos en la noche y su marido intenta convencerla de que es un coyote. En esa misma noche vuelve a ver a la monja en su sala, y le refiere a su amiga Janice que el rostro de la monja era de preocupación, como que algo había sucedido en ese lugar. Cuando se dirigen a Drago para ver el famoso campanario, Marie y Janice observan cómo trasladan la camioneta de la pareja que días atrás ella había conocido. 
Las visiones y pesadillas de Marie se van acrecentando y la única persona en quien confía es en Janice, ya que en el pueblo parecen todos seres extraños e incluso su marido llega a cometer una infidelidad con Eleonor. En una especie de presencia, un lobo intenta ingresar a la casa, pero Marie lo detiene con un arma y entre disparos en el bosque; Eleonor parece recibir el impacto mientras hacía el amor con Richard, emitiendo un grito de perturbación. Janice le cuenta a Marie que la campana es originaria de un pueblo de Rumania llamado Draga, porque la creencia de los pueblerinos era que uno de ellos era un hombre lobo. 
Marie le confiesa al médico del pueblo (Dennis Folbigge) que le ha disparado a un lobo, este al escucharla se le caen las pastillas y entra en una especie de silencio, el médico intenta convencerla que no hay nada en su casa ni en el bosque, que le pueda hacer daño. Richard discute con Marie y se escucha un nuevo aullido y el marido piensa en regresar a Los Ángeles para derivar a su esposa con un psiquiatra. Sin embargo, al salir de la casa encuentra a Eleonor entre los bosques, quien se convierte en una mujer lobo y muerde en el hombro a Richard; Marie lo asiste y al día siguiente al conversar con el médico le explica lo que ha sucedido y se ve envuelta en una confusión que le hacen creer. Luego de que el médico sale de la habitación en donde se encuentra Richard, este ha cambiado de parecer y quieren convencer a Marie que ha resbalado por un barranco junto a unas rocas; Marie no puede comprender el cambio y duda hasta de sus pensamientos. 
En una discusión con Janice, la escritora le comenta que está confundida y no puede continuar intentando resolver 'algo que nunca ha sucedido'. Marie intenta creer las palabras de su esposo y la confabulación de todos, creyendo que el misterio es irreal. Luego de unas investigaciones de Tom Billings y Janice Hatch, descubren las razones de algunos sucesos que han ido aconteciendo y el por qué de las presencias de la Hermana Ruth en Drago. Cuando la Hermana Ruth ingresó al convento, perdió el contacto con sus padres, los cuales vivían antes que Marie y Richard ocuparan ese lugar. Su desaparición fue de las personas del pueblo, ya que es un secreto que intentan ocultar. Janice, buscando en la biblia que pertenecía a la Hermana Ruth encuentra un separador de libros que dice: 'The Devil's Hatred For God Has Turned Man, Into A Habitation For DEMONS' que significa algo así como... El odio del Diablo hacía Dios, ha convertido al hombre en un habitáculo para demonios. Es allí cuando se da cuenta de que el pueblo es habitado por una comunidad de hombres lobo...

## Reparto
- Romy Windsor (Marie)
- Michael T. Weiss (Richard Adams)
- Antony Hamilton (Tom Billings)
- Susanne Severeid (Janice Hatch)
- Lamya Derval (Eleanor)
- Norman Anstey (Sheriff)
- Kate Edwards (Sra. Ormstead)
- Dennis Folbigge (Dr. Coombes)
- Anthony James (Padre Camefron)
- Dale Cutts (Dr. Heinemann)
- Clive Turner (Conductor de camión)
- Megan Kruskal (Hermana Ruth)
- Dennis Smith (Sr. Ormstead)
- Gregg Later (John)
- Maxine John (Paula)
- Hugh Jobling (Sr. Duncan)
- Megan Davies (Sra. Duncan)
- Diana Tilldon-Davis (dependienta municipal)
- Tulio Moneta (habitante del pueblo #1)
- Ralph Draper (habitante del pueblo #2)
- Beryl Gresak (Habitante del pueblo #3)
- Bill Forsche (Hombre lobo #1)

## Especialistas
- Carmen Babnick (Especialista)
- Thys Du Plooy (Especialista)
- Reo Ruiters (Coordinador de especialistas)
- Ashley Waldorf (Coordinador de secuencias de acción con vehículos)

## Banda sonora
El tema del film, Something Evil, Something Dangerous, fue interpretado por Barrie Guard, su autor es Justin Hayward, cantante del grupo The Moody Blues.
'Winter Rain' autora e interpretación Lauren Danielle.
'Spring' ('The Four Seasons' Op. 8) escrito por Antonio Vivaldi interpretado por The Orchestra Da Camera Di Milano.

## Localizaciones
La película se rodó en la ciudad de Los Ángeles (California, EE. UU.) y en escenarios naturales de la República Sudafricana.

## Títulos
Al tratarse de una película de distribución videográfica, ha tenido diversas titulaciones en español en video y televisión; se conoce a la película como:
- Howling IV: The Original Nightmare (título original inglés)
- Aullido IV: La pesadilla original (México)
- Aullidos IV: Aldea maldita (España)
- Grito de Horror 4: Um Arrepio na Noite (Brasil)
- Howling (Alemania Occidental)
- Howling IV (Finlandia)
- Hurlements IV (Francia)
- Huuto tajunnan takaa (Finlandia)
- Pueblo maldito (España)
- Üvöltés 4. - A vérfarkasklán (Hungría)

## Distribución

### Distribuidoras originales
- La película fue distribuida directamente en VHS en noviembre de 1988 por International Video Entertainment (IVE), Image Entertainment la distribuiría posteriormente en Laserdisc.
- Platinum Disc Corporation distribuyó la película en DVD en 2004.

### Otras distribuidoras
- Astro Distribution (Alemania) (DVD) (2004)
- Echo Bridge Home Entertainment (EE. UU.) (DVD) (2003)
- Euskal Telebista (ETB2) (España) (TV)
- Mainostelevisio (MTV3) (Finlandia) (TV) (2000)
- Oy Europa Vision AB (Finlandia) (VHS) (1989)
- Prism Leisure Corporation (Reino Unido) (DVD) (2001)
- RCV Home Entertainment (Países Bajos) (DVD) (2006)

## Premios
La revista Fangoria distinguió a la película en 1988 con su Golden Chainshaw en la categoría de Best Direct-To-Video Feature.
| Año  | Premios                                                   | Categoría: receptor(es)      |
| ---- | --------------------------------------------------------- | ---------------------------- |
| 1988 | Premio Golden Chainshaw concedido por la revista Fangoria | Best Direct-To-Video Feature |